# Linden (New Jersey)
 (mars 2012).
Si vous disposez d'ouvrages ou d'articles de référence ou si vous connaissez des sites web de qualité traitant du thème abordé ici, merci de compléter l'article en donnant les références utiles à sa vérifiabilité et en les liant à la section « Notes et références ».
Pour les articles homonymes, voir Linden.
Linden est une ville du New Jersey située dans le comté d'Union, aux États-Unis. En 2010, elle comptait 40 499 habitants. La ville de Linden se situe dans la banlieue de New York.

## Démographie
| Groupe            | Linden | New Jersey | États-Unis |
| ----------------- | ------ | ---------- | ---------- |
| Blancs            | 59,2   | 68,6       | 72,4       |
| Afro-Américains   | 26,9   | 13,7       | 12,6       |
| Autres            | 7,6    | 6,4        | 6,4        |
| Métis             | 3,4    | 2,3        | 2,9        |
| Asiatiques        | 2,7    | 8,6        | 4,8        |
| Amérindiens       | 0,3    | 0,3        | 0,9        |
| Total             | 100    | 100        | 100        |
|                   |        |            |            |
| Latino-Américains | 24,9   | 17,7       | 16,7       |

Selon l'American Community Survey, pour la période 2011-2015, 52,31 % de la population âgée de plus de 5 ans déclare parler l'anglais à la maison, 25,92 % déclare parler l'espagnol, 8,36 % le polonais, 3,82 % un créole français, 3,29 % le portugais, 0,57 % le tagalog et 5,74 % une autre langue.

## Source
- (en) Cet article est partiellement ou en totalité issu de l’article de Wikipédia en anglais intitulé « Linden, New Jersey » (voir la liste des auteurs).

1. ↑  (en) « Profile of General Population and Housing Characteristics: 2010 », sur factfinder.census.gov.
2. ↑  (en) « Population of New Jersey - Census 2010 and 2000 », sur censusviewer.com.
3. ↑  (en) « Language spoken at home by ability to speak English for the population 5 years and over », sur factfinder.census.gov.